# Gobernación de Al-Kāf
La Gobernación de Al-Kāf o Kef (en árabe: الكاف‎) es una de las 24 gobernaciones de Túnez. Está ubicada al noroeste del país, en la frontera con Argelia. 
Su superficie es de 4.965 km². 
Su población es de 243.156 habitantes (2014). 
Su capital es Al-Kāf. 
Su actual gobernador es Kamel Labbassi. 

## Delegaciones con población en abril de 2014
- Dahmani 27,907
- El Ksour 15,215
- Jérissa 9,807
- Kalâat Khasba 6,652
- Kalaat Senan 15,621
- Kef Est 40,288
- Kef Ouest 33,418
- Nebeur 25,897
- Sakiet Sidi Youssef 17,500
- Sers 23,259
- Tajerouine 27,592

## Economía
La región es esencialmente agrícola y minera. El terreno fértil agrícola representa el 98 % de la superficie total de la gobernación, de las cuales es tierra cultivable (485.153 hectáreas, de las cuales 102.215 de bosques y 337.489 de tierras agrícolas), permiten una contribución del 4,9 % de la producción agrícola nacional: 
- 12,2 % de la producción de cereales.
- 6,8 % de la producción de carnes rojas.
- 3,4 % de la producción de leche.
- 5,7 % de la producción de verduras (legumbres).
- 8,4 % de la producción de productos forestales (se estiman 20.000 m³ de maderas).

La población activa de la región es estimada en 59.421 personas. El sector de la agricultura es el primer proveedor de empleos en la región. En cuanto la industria emplea a 4.601 trabajadores distribuidas en 181 empresas. De esos 928 trabajadores, las industrias de materiales de construcción constituyen la principal actividad industrial de la gobernatura más que la agroalimentaria que domina el sector (47,4 % de las empresas) y constituye especialmente el par de microempresas.
Durante el curso de la última década, la potencia minera de la gobernatura de Al-Kāf se concentra en la mina de Bougrine, en donde la abertura de la mina ha permitido incrementar las cantidades extraídas de 38.930 toneladas a 363.690 toneladas. En el mismo tiempo, la producción de minerales metálicos no-ferricos ha progresado de 1.440 toneladas a 86.450 toneladas en 76.560 toneladas de zinc y 9.890 de plomo.
- Datos: Q328199
- Multimedia: Kef Governorate / Q328199